# Reyev sindrom
Reyev sindrom je redka akutna in včasih smrtna otroška bolezen, ki je posledica noric ali virusne okužbe dihalnih poti, lahko v povezavi z jemanjem acetilsalicilne kisline. Kaže se kot ponavljajoče se bruhanje z naraščanjem koncentracije serumskih transaminaz, manjšimi izpadi delovanja jeter in drugih prebavil; sledi lahko encefalopatična faza z akutnim edemom možganov in motnjo zavesti s krči.

## Zgodovina
Bolezen je poimenovana po avstralskem zdravniku R. Douglasu Reyu, ki je s sodelavcama Graemom Morganom in Jimom Baralom leta 1963 v reviji The Lancet objavil prvo študijo o tem sindromu. Sicer naj bi segala prva omemba sindroma že v leto 1929 in tudi leta 1964 je dr. George Johnson s sodelavci objavil raziskavo o izbruhu influence B pri 16 otrocih, pri katerih je prišlo do nevroloških težav in pri 4 od njih je bil bolezenski profil zelo podoben Reyevemu sindromu. Nekateri raziskovalci imenujejo bolezen Reye-Johnsonov sindrom, vendar se pogosteje uporablja le poimenovanje Reyev sindrom. Leta 1979 je dr. Karen Starko s sodelavci izvedla študijo primerov v Phoenixu v Arizoni ter prvi odkril statistično značilno povezavo med uporabo aspirina in Reyevim sindromom. Kmalu sta študiji iz Ohia in Michigana potrdili ugotovitev, da lahko uporaba aspirina pri okužbi zgornjih dihal ali noricah sproži sindrom. V letu 1980 je ameriški Center za nadzor in preprečevanje bolezni (CDC) opozoril zdravnike in starše o povezavi med uporabo salicilatov in Reyevim sindromom pri otrocih in mladostnikih z noricami in drugimi virusnimi okužbami. Leta 1986 je ameriški Urad za prehrano in zdravila zahteval, da vsa zdravila, ki vsebujejo acetilsalicilno kislino, v navodilih za uporabo vsebujejo opozorilo glede Reyevega sindroma.

## Simptomi in bolezenski znaki
Reyev sidrom napreduje po petih stopnjah/stadijih:
- prvi stadij:
  - izpuščaj na dlaneh in stopalih
  - dlje časa trajajoče močno bruhanje, ki se ne ublaži ob prenehanju vnosa hrane
  - splošna letargija
  - zmedenost
  - nočne more
  - visoka vročina
  - glavobol
- drugi stadij:
  - stupor, ki ga povzroči encefalitis
  - hiperventilacija
  - zamaščena jetra
  - hiperrefleksija
- tretji stadij:
  - nadaljevanje simptomov prvega in drugega stadija
  - možen pojav kome
  - možen pojav možganskega edema
  - zastoj dihanja (redko)
- četrti stadij
  - poglabljanje kome
  - razširjene zenice z minimalnim odzivanjem na svetlobo
  - minimalne, a še vedno prisotne motnje v delovanju jeter
- peti stadij
  - hiter nastop nadaljnjih simptomov, ki sledijo četrtemu stadiju
  - globoka koma
  - krči
  - večorganska odpoved[6]
  - ohlapna paraliza
  - hiperamonemija (krvne vrednosti amonijaka, višje od 300 mg/dL)
  - smrt

## Prognoza
Pri otrocih, zlasti dojenčkih, lahko ostane trajna blaga do zmerna možganska poškodba. Pri več kot 30 % primerov v ZDA med letoma 1981 in 1997 so poročali o smrtnem izidu. Pri odraslih je bolezen redka in okrevanje je običajno popolno; po dveh tednih se običajno delovanje jeter in ledvic normalizira.

## Diferencialna diagnoza
Vzroki, ki povzročajo podobne simptome, so:
- različne vrojene presnovne motnje
- virusni encefalitis
- preodmerjanje z zdravili ali zastrupitev
- poškodba glave
- jetrna odpoved zaradi drugih vzrokov
- meningitis
- ledvična odpoved